# مثنان صبغي
مثنان صبغي (الاسم العلمي:Thymelaea tinctoria) هي نوع من النباتات يتبع جنس المثنان من الفصيلة المثنانية.